# Kalafina
Kalafina (яп. カラフィナ) — японський музичний гурт створений композитором Юкі Каджіурою у 2007 році, в основному для виконання саундтреків до аніме. Тоді в ньому було двоє учасниць, Кейко і Вакана. У травні 2008 року ще дві вокалістки Мая та Хікару, які були вибрані з-поміж 30 тисяч учасниць прослуховування влаштованого Sony Music Entertainment Japan, були затверджені до Kalafina. Гурт належить SME Records, дочірній компанії Sony Music Entertainment Японія..

## Учасники
- Композитор: Юкі Каджіура
- Вокалістки
  - Кейко Кубота (яп. 窪田啓子, Kubota Keiko, народилася 5 грудня, 1985 року) — співпрацювала з Юкою Кадзіурою в проєкті FictionJunction, більше відома як FictionJunction Keiko.
  - Вакана Оотакі (яп. 大滝若菜, Ōtaki Wakana, народилася 10 грудня, 1984 року) — також співпрацювала з Юкою Кадзіурою в проєкті FictionJunction, більше відома як FictionJunction Wakana.
  - Хікару Масай (яп. 政井光, Masai Hikaru, народилася 2 липня, 1987 року) — приєдналася до гурту після прослуховувань в травні 2008 року.

- Колишні учасницв
  - Мая Тойошіма (яп. 豊島摩耶, Toyoshima Maya) — приєдналася до гурту одночасно з Масай, проте в травні 2009 року Sony Music офіційно заявила про відхід Тойошіми з гурту.[2]

## Дискографія

### Сингли
| №  | Дата випуску      | Назва                          | Чарти Oricon | Чарти Oricon | Альбом           | Слугує саундтреком до                                                                         |
| №  | Дата випуску      | Назва                          | Найвищий     | Тижневий     | Альбом           | Слугує саундтреком до                                                                         |
| -- | ----------------- | ------------------------------ | ------------ | ------------ | ---------------- | --------------------------------------------------------------------------------------------- |
| 1  | 23 січня 2008     | oblivious                      | 8            | 24           | Seventh Heaven   | аніме «Kara no Kyōkai» (Сад грішників)                                                        |
| 2  | 30 липня 2008     | Sprinter/ARIA                  | 10           | 8            | Seventh Heaven   | аніме «Kara no Kyōkai» (Сад грішників)                                                        |
| 3  | 24 грудня 2008    | Fairytale                      | 9            | 6            | Seventh Heaven   | аніме «Kara no Kyōkai» (Сад грішників)                                                        |
| 4  | 4 березня 2009    | Lacrimosa                      | 14           | 7            | Red Moon         | аніме «Kuroshitsuji» (Темний дворецький)                                                      |
| 5  | 1 липня 2009      | Storia                         | 15           | 4            | Red Moon         | документальний фільм «Rekishi Hiwa Historia»                                                  |
| 6  | 28 жовтня 2009    | Progressive                    | 14           | 3            | Red Moon         | -                                                                                             |
| 7  | 20 січня 2010     | Hikari no Senritsu             | 7            | 11           | Red Moon         | аніме «So Ra No Wo To» (Звук неба)                                                            |
| 8  | 15 вересня 2010   | Kagayaku Sora no Shijima ni wa | 14           | 5            | After Eden       | аніме «Kuroshitsuji II»                                                                       |
| 9  | 16 лютого 2011    | Magia                          | 7            | 21           | After Eden       | аніме «Puella Magi Madoka Magica» (Дівчинка-чарівниця Мадока Магіка)                          |
| 10 | 18 квітня 2012    | to the beginning               | 11           | 17           | Consolation      | візуальний роман «Fate/zero» (Доля/початок)                                                   |
| 11 | 18 липня 2012     | moonfesta                      | 11           | 4            | Consolation      | телепередача «Minna no Uta» (Пісня для кожного)                                               |
| 12 | 24 жовтня 2012    | Hikari Furu                    | 4            | 13           | Consolation      | фільм за «Puella Magi Madoka Magica»                                                          |
| 13 | 2 жовтня 2013     | Alleluia                       | 10           | 7            | -                | аніме «Kara no Kyōkai»                                                                        |
| 14 | 6 грудня 2013     | Kimi no Gin no Niwa            | 4            | 16           | -                | фільм за «Puella Magi Madoka Magica»                                                          |
| 15 | 6 серпня 2014     | heavenly blue                  | 15           | 12           | far on the water | аніме «Aldnoah.Zero»                                                                          |
| 16 | 19 листопада 2014 | believe                        | 10           | 10           | far on the water | аніме «Fate/stay night: Unlimited Blade Works» (Доля/ніч прибуття: Клинків нескінченний край) |
| 17 | 13 травня 2015    | ring your bell                 | 8            | 10           | far on the water | аніме «Fate/stay night: Unlimited Blade Works» (Доля/ніч прибуття: Клинків нескінченний край) |
| 18 | 12 серпня 2015    | One Light                      | 10           | 8            | far on the water | аніме «The Heroic Legend of Arslan» (Сказання про Арслана)                                    |
| 19 | 16 березня 2016   | Alcira no Hoshi                | 37           | 1            | -                | телесеріал «Chikyu Gekijou»                                                                   |
| 20 | 10 серпня 2016    | blaze                          | 10           | 6            | -                | аніме «The Heroic Legend Of Arslan: Dust Storm Dance»                                         |
| 21 | 5 квітня 2017     | into the world / Μärchen       | 9            |              | -                | документальний серіал «Rekishi Hiwa Historia» і аніме за «Zaregoto Series»                    |

### Студійні альбоми
| № | Дата випуску    | Назва            | Позиція у чарті |
| - | --------------- | ---------------- | --------------- |
| 1 | 4 березня 2009  | Seventh Heaven   | 8               |
| 2 | 17 березня 2010 | Red Moon         | 5               |
| 3 | 21 вересня 2011 | After Eden       | 3               |
| 4 | 20 березня 2013 | Consolation      | 3               |
| 5 | 16 вересня 2015 | far on the water | 2               |

### Концертні альбоми
| № | Дата випуску  | Назва |
| - | ------------- | --- |
| 1 | 23 січня 2013 | Kalafina 5th Anniversary LIVE SELECTION 2009—2012                                                                           |
| 2 | 20 січня 2016 | Kalafina 8th Anniversary Special products The Live Album або 「Kalafina LIVE TOUR 2014」at Tokyo International Forum Hall A |

### Міні-альбоми
- 23 квітня 2008: Re/oblivious